# Loena Hendrickx
Pour les articles homonymes, voir Hendrickx.
Loena Hendrickx, née le 5 novembre 1999 à Turnhout, est une patineuse artistique belge. Elle est quintuple championne de Belgique, vice-championne du monde en 2022 et championne d'Europe en 2024.

## Biographie
Issue d'une famille de quatre enfants ayant tous pratiqué des sports de glace, Loena Hendrickx a passé son enfance à la patinoire. Elle est la sœur du patineur artistique Jorik Hendrickx, double champion belge de patinage artistique. Son frère est devenu son entraineur en 2019.

### Saison 2017-2018
Elle est sacrée championne de Belgique lors de la saison 2016-2017 et lors de la saison 2017-2018.
Elle crée la surprise aux Championnats d'Europe à Moscou en terminant à la cinquième place et en établissant un record personnel sur le programme libre à 121,78 en libre.
Loena Hendrickx participe aux Jeux olympiques d'hiver de 2018 à Pyeongchang et se classe à la 16e place. Après une chute sur son programme court, elle réussit à se placer 14e lors de son programme libre lui permettant de remonter au classement.
Lors des Mondiaux de Milan, elle se classe à la 9e place enportant son record personnel à 128,24 points.

### Saison 2021-2022: Vice-championne du monde
Au Championnat d’Europe de patinage artistique à Tallinn en Estonie, Loena Hendrickx termine la deuxième place à l’issue du programme court  Le jury lui accorde la note de 76,25 points, un nouveau record pour la belge de 22 ans. Elle termine à la troisième place à la suite du programme long, devancée par deux russes, Troussova et Chtcherbackova.
Aux Championnats du monde de Montpellier, elle termine à la seconde place lors du programme court. En l’absence des Russes, écartées de la compétition en raison du conflit en Ukraine, Loena Hendrickx hérite d’une chance unique pour se hisser sur le podium. Elle réussit cet exploit et est sacrée vice-championne du monde lors des Mondiaux de Montpellier.

### Saison 2022-2023
Lors de la Finale du Grand Prix, à Turin, Loena Hendrickx réalise un score de 74.24 pour son programme court puis de 122.11 pour son programme libre où elle a chuté sur le triple flip. Elle termine à la troisième place et devient la première belge à remporter une médaille du Grand Prix.
Lors des Championnats d'Europe, à Espoo, en Finlande, Loena a terminé deuxième lors du programme court avec un score de 67,85 points. Elle chute à deux reprises lors du programme long lui faisant terminer
à la troisième place avec 125,63 points. Elle termine avec un score total de 193,48 points, uniquement un point devant la suissesse Kimmy Repond, et remporte la médaille d'argent. Elle est la première Belge à monter sur le podium européen.
Le 24 mars 2023, elle obtient la médaille de bronze au championnat du monde.

## Palmarès
| Compétition                                                                                         | 2017    | 2018    | 2019    | 2020    | 2021    | 2022    | 2023    | 2024    |  |  |  |  |  |  |
| Jeux olympiques d'hiver                                                                             |         | 16e     |         |         |         | 7e      |         |         |  |  |  |  |  |  |
| Championnats du monde                                                                               | 15e     | 9e      | 12e     | CA      | 5e      | 2e      | 3e      | 4e      |  |  |  |  |  |  |
| Championnats d’Europe                                                                               | 7e      | 5e      | F       | F       | CA      | 3e      | 2e      | 1re     |  |  |  |  |  |  |
| Championnats de Belgique                                                                            | 1re     | 1re     | 1re     | F       | CA      | 1re     | 1re     | F       |  |  |  |  |  |  |
| |         |         |         |         |         |         |         |         |  |  |  |  |  |  |
| Grand Prix ISU                                                                                      | 2016/17 | 2017/18 | 2018/19 | 2019/20 | 2020/21 | 2021/22 | 2022/23 | 2023/24 |  |  |  |  |  |  |
| Finale du Grand Prix                                                                                |         |         |         |         | CA      | CA      | 3e      | 2e      |  |  |  |  |  |  |
| Skate America                                                                                       |         |         | A       |         |         |         |         | 1re     |  |  |  |  |  |  |
| Coupe de Chine                                                                                      |         |         | 5e      |         |         | 3e      |         | 3e      |  |  |  |  |  |  |
| Trophée de France                                                                                   |         |         |         | F       | CA      |         | 1re     |         |  |  |  |  |  |  |
| Coupe de Russie                                                                                     |         |         |         | F       |         | 5e      | 2e      |         |  |  |  |  |  |  |
| Légende : F = Forfait ; A = Abandon ; CA = Compétitions annulées à cause de la pandémie de Covid-19 |         |         |         |         |         |         |         |         |  |  |  |  |  |  |